# Aire urbaine de Guebwiller
L'aire urbaine de Guebwiller est une aire urbaine française dont la délimitation correspond à l'unité urbaine de Guebwiller. Composée de 8 communes du Haut-Rhin, elle comptait 29 259 habitants en 2013.

## Composition
| Nom                | Code Insee | Statut | Superficie (km2) | Population (dernière pop. légale) | Densité (hab./km2) |
| ------------------ | ---------- | ------ | ---------------- | --------------------------------- | ------------------ |
| Guebwiller (siège) | 68112      |        | 9,68             | 11 090 (2022)                     | 1 146              |
| Buhl               | 68058      |        | 8,8              | 3 122 (2022)                      | 355                |
| Issenheim          | 68156      |        | 8,18             | 3 534 (2022)                      | 432                |
| Lautenbach         | 68177      |        | 13,02            | 1 510 (2022)                      | 116                |
| Lautenbachzell     | 68178      |        | 23,14            | 963 (2022)                        | 42                 |
| Linthal            | 68188      |        | 20,84            | 588 (2022)                        | 28                 |
| Soultz-Haut-Rhin   | 68315      |        | 29,56            | 7 019 (2022)                      | 237                |
| Wuenheim           | 68381      |        | 6,17             | 769 (2022)                        | 125                |

### Évolution de la composition
- 1999 : 13 communes (dont 8 forment le pôle urbain)
- 2010 : 8 communes (toutes appartenant au pôle urbain)
  - Bergholtz, Jungholtz, Murbach, Rimbach-près-Guebwiller et Rimbachzell deviennent multipolarisées (-5)

## Caractéristiques en 1999
D'après la définition qu'en donne l'INSEE, l'aire urbaine de Guebwiller est composée de 13 communes, situées dans le Haut-Rhin. Ses 30 738 habitants font d'elle la 197e aire urbaine de France et la 4e du Sud-Alsace.    
8 communes de l'aire urbaine sont des pôles urbains.
Le tableau suivant détaille la répartition de l'aire urbaine sur le département (les pourcentages s'entendent en proportion du département) :
| Département | Communes | Communes (%) | Superficie (km²) | Superficie (%) | Population (1999) | Population (%) |
| ----------- | -------- | ------------ | ---------------- | -------------- | ----------------- | -------------- |
| Haut-Rhin   | 13       | 3,4          | 140,92           | 4,0            | 30 738            | 4,3            |

L'aire urbaine de Guebwiller est rattachée à l'espace urbain Est.